# Gina Lynn
Tanya Mercado (Mayagüez, 15 de febrer de 1974) més coneguda com a Gina Lynn és una actriu i directora porno porto-riquenya.

## Biografia
Nascuda en Mayagüez, Puerto Rico, als 7 anys, després del divorci dels seus pares, es va mudar a Nova Jersey, Estats Units amb la seva mare. Quan tenia 10 anys la seva mare es va casar amb un home al que Gina crida el seu salvador, ja que va tornar a donar-li una família, a més d'un germanastre més jove.
Va començar a anar a un col·legi privat catòlic on se sentia molt fora de lloc. Quan encara anava al col·legi va començar a treballar a temps parcial en un centre comercial, la qual cosa li va portar a conèixer i relacionar-se amb gent molt diferent de la que havia conegut fins llavors i el que li va portar a fer noves amistats. Va conèixer a una noia que treballava en un club de striptease i guanyava molts diners, així que Gina, desitjosa d'augmentar els seus ingressos, va començar a treballar com stripper els caps de setmana en l'últim any d'institut.
Dos anys després Gina va sentir parlar en les notícies sobre un club de striptease en Pennsylvania anomenat Al's Diamond Cabaret on molts actors porno famosos feien actuacions i va decidir acudir allí, ja que li va semblar molt interessant. Va ser contractada i treball com stripper durant diversos anys, la qual cosa li va portar a conèixer a molta gent relacionada amb la indústria del porno.

## Carrera com a actriu porno
Gràcies als contactes que el seu treball li proporcionava, va ser introduint-se lentament en la indústria X, primer posant per a la revista Chéri en 1997 i després començant a rodar escenes porno a Los Angeles.

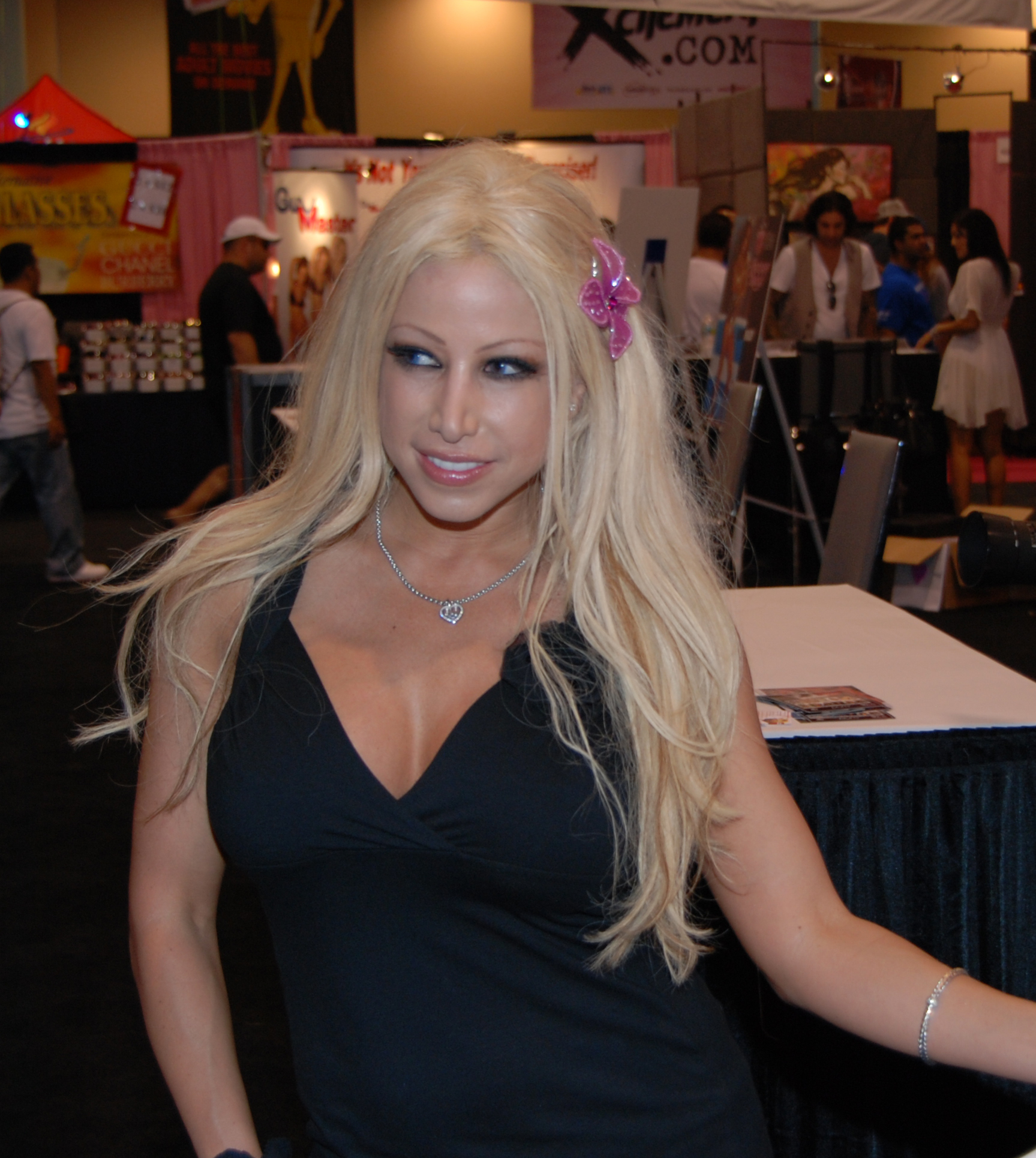
Lynn en el Festival Exxxotica Miami 2010

Va conèixer a Travis Knight, el seu actual marit, i van decidir casar-se i dedicar-se professionalment al porno.
El nom de Gina cada vegada es feia més gran dins de la indústria del porno i l'estudi Pleasure Productions li va oferir un contracte exclusiu que Gina va acceptar, treballant per a la productora durant diversos anys. La fama de Gina va augmentar espectacularment quan va començar a fer aparicions en sèries de màxima audiència als Estats Units com Els Soprano (en el quart episodi de la cinquena temporada de la sèrie, titulat Totes Les Famílies Felices), entre d'altres, i especialment quan el raper Eminem la va veure en la TV i va decidir que volia que protagonitzés al costat d'ell el vídeo de la seva cançó Superman que va aconseguir els llocs més alts en les llistes d'èxits als Estats Units i a més està inclòs en el DVD de la seva pel·lícula 8 Mile, malgrat que ja havia contractat a una altra noia per a això, en veure a Gina en la TV va voler que la noia del seu vídeo anés ella.
A més, Gina és cèlebre entre els fans del porno pel seu espectacular darrere, considerat entre molts com un dels millors de la indústria.
Després de finalitzar el seu contracte amb Pleasure Productions, Gina va continuar rodant porno molt més hardcore del que havia fet fins llavors i al costat del seu marit Travis Knight va fundar la seva pròpia productora de porno, Gina Lynn Productions. Va signar un contracte amb la revista Club que no va durar molt temps i no va renovar.
En l'actualitat Gina segueix treballant en la seva pròpia productora i també roda escenes per a molts altres estudis.

## Premis
- 2005: Premi AVN al millor DVD gonzo - per la pel·lícula Gina Lynn's Darkside de Jules Jordan